# Comuna Mîtrofanivka, Nîjnohirskîi
Mîtrofanivka (în ucraineană Митрофанівка) este o comună în raionul Nîjnohirskîi, Republica Autonomă Crimeea, Ucraina, formată din satele Burevisnîk, Cervone, Mîtrofanivka (reședința), Plodove și Rozlîvî.

## Demografie
Componența lingvistică a comunei Mîtrofanivka
     Rusă (68,2%)
     Tătară crimeeană (23,16%)
     Ucraineană (7,15%)
     Alte limbi (0,25%)
Conform recensământului din 2001, majoritatea populației comunei Mîtrofanivka era vorbitoare de rusă (68,2%), existând în minoritate și vorbitori de tătară crimeeană (23,16%) și ucraineană (7,15%).